# Pochazoides exilis
Pochazoides exilis är en insektsart som beskrevs av Melichar 1898. Pochazoides exilis ingår i släktet Pochazoides och familjen Ricaniidae. Inga underarter finns listade i Catalogue of Life.